# 小形研三
小形 研三（おがた けんぞう、1912年2月3日 - 1988年2月13日）は、日本の造園家、作庭家。
作庭、公共造園の設計、海外への日本庭園文化の紹介、後進の教育、育成などなど、その生涯を造園分野の向上に捧ぐ。社団法人日本造園コンサルタント協会会長としては広く造園学の目的とする住環境の向上に貢献する。
自然観察から養われた作庭の発想から「自然写景式庭園」に多大の関心を持ち、飯田十基の門下となる。作庭にあたり創意工夫による岩、水、樹木などによる造景美には、伝統庭園技術の研さんを積みながら、新に現代の庭園のあり方を示され今後の指標となっていく。これらの新しい傾向の作庭活動は、後継者の養成にも貢献する。

## 生涯
千葉大学園芸学部の前身千葉高等園芸学校を卒業後、飯田十基の飯田事務所に入社、修行時代を送る。飯田事務所でしばらくして、富裕な人のために庭園をつくることに疑問を感じ、1934年からは東京市役所公園課に勤務し、土日のみ飯田を手伝う。
1937年、命集され外地へ。ノモンハン事件に遭遇。塹壕にいた戦友に大前研一の父親がいて息子に自分の名前から研の文字をつける他、後日小形に大前家の庭の作庭を依頼している。
戦後、飯田から庭園の設計施工をおこなう造園会社東京庭苑株式会社を引き継ぎ、公共造園の設計を主に行う造園コンサルタント京央造園設計事務所を設立し、多くの人材を育てる。
一時日本大学でも講師も務めた。
京央造園設計事務所を設立してからは公共造園の設計を専門とする。多数の公共事業の実施例があり、沖縄海洋博覧会の計画の進行にあたりかねてより研究していた熱帯造園の知識を駆使し、熱帯ドリームセンターの設計実施にいたるまで直接陣頭に立って指導し、その完成に尽力する。
造園家としての業績を挙げるかたわら、働きつつ学ぶ方法により門下生の育成、日本大学理工学部、東京大学農学部などでの講義を行なっている。

### 略歴
- 1912年2月3日、佐賀県唐津市七山村生まれ。
- 1932年3月、旧制千葉高等園芸学校を卒業。同年8月31日まで同校研究生
- 1932年9月～1934年8月まで、飯田十基に師事し、飯田事務所勤務
- 1934年9月、東京市雇。東京市技師に任ぜられ保健局公園課に勤務
- 1942年3月、兵役応召で依願退職。中国大陸に派遣を受ける
- 1945年、大日本帝国陸軍・第130師団工兵隊大尉で終戦を迎える
- 1946年、帰国と共に飯田十基主宰の東京ガーデナーに復職
- 1950年、東京ガーデナー社長に就任
- 1958年2月、東京庭苑株式会社設立
- 1960年、米国ワシントン日本大使館の中に出来た茶室の庭を設計施工
- 1961年、コロンボプランによる専門家としてインド政府派遣。造園を指導
- 1961年12月、京央造園設計事務所を別途設立
- 1961年～1982年、日本大学理工学部非常勤講師
- 1963年～1969年、社団法人日本造園学会理事
- 1963年、経済団体連合会が、ハワイ大学内に設置されているイースト・ウエスト・センターへ日本庭園を寄贈するに際し、設計監理者として造園に関与
- 1969年、米国造園士協会(A.S.L.A)ハワイ支部とハワイ州政府から汎太平洋造園賞(Pan_Pacific_Sitation_of_Landscape_Architect) 第1回の受賞者に選ばれる
- 1969年、ハワイ大学内日本庭園他一連の造園設計で、日本造園学会賞計画設計作品部門受賞
- 1969年より、日本造園設計事務所連合の理事、副会長を歴任
- 1969年～1974年、社団法人日本造園学会監事
- 1970年～1971年、東京大学農学部非常勤講師
- 1975年～1977年、社団法人道路緑化保全協会理事
- 1977年～1987年まで、東京都造園高等職業訓練校校長
- 1978年～1982年、社団法人日本庭園協会理事。1988年2月まで同協会の副理事長
- 1980年、建設大臣表彰
- 1986年より社団法人日本造園コンサルタント協会会長。(財)国際花と緑の博覧会協会理事、(財)国際レジャー博覧会協会参与。
- 1984年第8回日本公園緑地協会北村賞受賞
- 1987年、勲四等瑞宝章、叙正六位
- 1988年（昭和63年) オーストラリア・ブリスベンにおいて逝去。ブリスベン国際レジャー博覧会日本政府出展の日本庭園の設計施工監理の為現地に於いて陣頭指揮中

## 著書
- 環境緑地 3 緑地施設の設計-造園意匠論（高原栄重と共著、1978年)
- 緑地施設の設計―造園意匠論 (1978年)
- 樹木アートブック 1 : 林弥栄／総監修 小形研三／総監修 山本紀久／執筆監修 野田坂伸也／執筆監修 : アボック社・出版局

## 代表作
- 福武書店迎賓館日本庭園
- 豊島園 庭の湯
- 新宿中央公園
- 府中市民健康センター（現・郷土の森公園）交通公園いこいの森
- 日本中央競馬会美浦トレーニンクセンター造園
- 武蔵丘陵森林公園（入口広場及び渓流）
- 栃木県知事公館庭園
- ブリスベン国際博覧会日本政府出展日本庭園（ブリスベンマウントクーサ植物園日本庭園）
- オーストラリア・ロックハンプトン植物園日本庭園
- 国営昭和記念公園植栽基本計画・花木園実施設計
- 万国博覧会日本本庭園
- 沖縄海洋博覧会海浜公園・熱帯ドリームセンター植栽
- 宮崎中央公園
- 国際花と緑の博覧会政府苑植栽設計
- 足立区東渕江庭園（足立区立郷土博物館隣接、1986年）
- 世田谷区桜丘すみれば自然庭園（旧・植村傳助邸）
- 青森県立三本木農業高等学校前庭
- レブロン社庭園
- 山梨市万力公園
- 神奈川県武道館造園（1982年）
- 川崎市民プラザ造園・市民プラザの水と庭
- インド・ボンベイの日本庭園
- ペルー・リマの日本庭園
- 志村邸庭園（山梨県大月市、1969年）
- 児玉邸庭園
- 安納邸庭園（1968年）
- 菊池邸庭園（1971年）
- 墨仙居（1977年）
- 松岡邸庭園（1978年）
- 北田邸庭園（1979年）
- 岸本邸庭園
- 有田邸庭園
- 捧邸庭園
- ササゲ精和寮庭園
- 西野邸庭園
- 田代邸庭園
- 魚谷邸庭園
- 斎藤邸庭園
- 打越邸庭園
- 石郎崎遊園
- 指宿観光ホテル（1973年）
- 武正邸庭園
- 富山県知事公館庭園（現 高志の国文学館庭園「万葉の庭」）